# Verpillières-sur-Ource
Verpillières-sur-Ource – miejscowość i gmina we Francji, w regionie Grand Est, w departamencie Aube.
Według danych na rok 1990 gminę zamieszkiwało 101 osób, a gęstość zaludnienia wynosiła 6 osób/km².

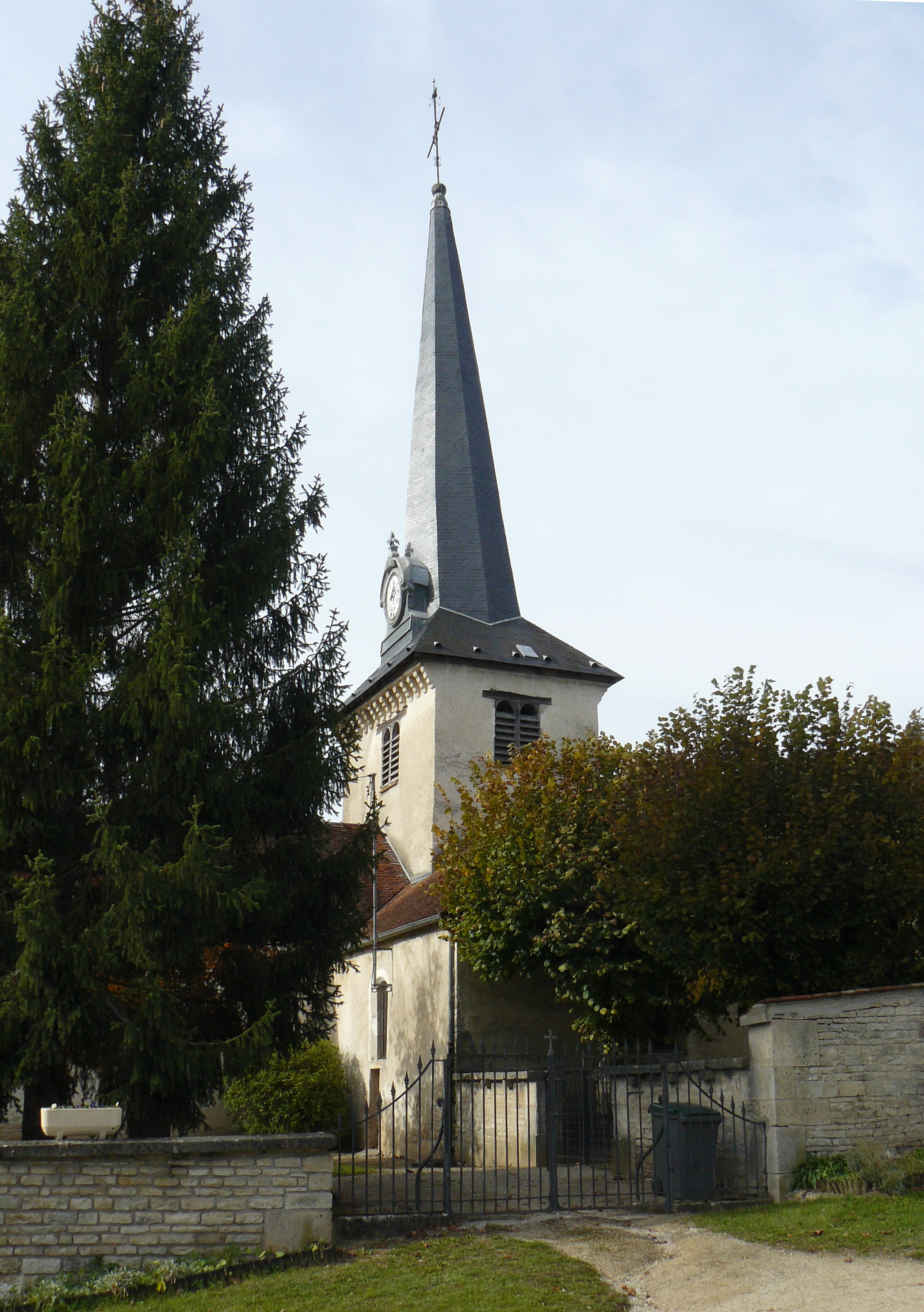
Kościół w Verpillières-sur-Ource, 2010